# Messaline (film, 1910)
Pour les articles homonymes, voir Messaline (homonymie).
Ne doit pas être confondu avec Messaline (film italien, 1910).
Pour plus de détails, voir Fiche technique et Distribution.
Messaline est un film français réalisé par Ferdinand Zecca et Henri Andréani et sorti en 1910.

## Synopsis
Valeria Messalina, la femme de l'empereur romain Claude, est connue pour son dévergondage. Lorsqu'elle est attaquée par la foule, le philosophe Manus la sauve. Messalina s'en éprend, mais il aime Thysla. Messalina insiste pour qu'il devienne son amant. Comme il refuse, il est amené de force au palais. Entre-temps, deux tribuns, Narcissus et Vitellius, se plaignent à l'empereur du comportement de sa femme, laquelle est condamnée tandis que Manus est libéré.

## Fiche technique
- Titre : Messaline
- Réalisation : Henri Andréani
- Société de production :
- Société de distribution : Pathé Consortium Cinéma
- Pays : France
- Format : Muet - Noir et blanc - 1,33:1 - 35 mm
- Métrage : m
- Genre : Péplum
- Date de sortie : 
  -  France - 1910

## Distribution
- Paul Capellani
- Madeleine Céliat
- Jean Jacquinet
- Stacia Napierkowska
- Louis Ravet
- Madeleine Roch